# Urania – Gesellschaft zur Verbreitung wissenschaftlicher Kenntnisse
Die Urania – Gesellschaft zur Verbreitung wissenschaftlicher Kenntnisse war eine ursprünglich als Gesellschaft zur Verbreitung wissenschaftlicher Kenntnisse am 17. Juni 1954 im Kulturhaus des Volkseigenen Betriebs (VEB) Kabelwerk Oberspree in Ost-Berlin gegründete und bis zur Auflösung 1990 bestehende Massenorganisation in der DDR. Aufgabe und Ziel dieser Organisation war die Aufklärung der DDR-Bevölkerung insbesondere in den Bereichen Naturwissenschaften, Technik, Medizin sowie Ökonomie und anderen Gebieten der Gesellschaftswissenschaften. Ab  Januar 1966 erhielt die Gesellschaft zur Verbreitung wissenschaftlicher Kenntnisse die Zusatzbezeichnung Urania, die als schriftliche Kurzbezeichnung in Großbuchstaben URANIA für die Gesellschaft bis zu deren Auflösung verwendet wurde.
Die Urania setzte sich vor allem für eine allgemein verständliche Verbreitung wissenschaftlicher Erkenntnisse und neuer Technologien sowie eine Popularisierung der Wissenschaften ein. Dazu nutzte sie unter anderem Rundfunksendungen im Fernsehen der DDR und im Jugendradiosender DT64, beispielsweise unter den Titeln Urania und Neue Fernseh-Urania. Darüber hinaus gab sie populärwissenschaftliche Schriften heraus und war Weiterbildungsträger für den schulischen Lehrkörper. Außerdem organisierte sie Vortragsreihen, Podiumsgespräche und Einzelveranstaltungen zu entsprechenden Themen. Damit übernahm sie wichtige Aufgaben von den Volkshochschulen in der DDR. Zu den wichtigsten Veröffentlichungen des zugehörigen Urania-Verlags, der seinen Sitz zunächst in Berlin und ab 1963 in Leipzig hatte, zählten die Buchreihe Urania Universum, die Zeitschrift Wissen und Leben sowie das zusammen mit dem Kulturbund der DDR herausgegebene Magazin Urania.
Als höchste Auszeichnung stiftete die Urania die Ernst-Haeckel-Medaille, die ab 1981 verliehen wurde. Die Organisation selbst wurde 1974 mit dem Vaterländischen Verdienstorden in Gold ausgezeichnet.
Nach der deutschen Wiedervereinigung entstanden aus der Gesellschaft eine Reihe von lokalen Urania-Vereinigungen in den neuen Bundesländern, die 1991 den „Bundesverband Neue Urania“ gründeten.